# Diritti LGBT in Armenia
In Armenia i pieni diritti civili per persone lesbiche, gay, bisessuali e transessuali (LGBT) non sono acquisiti.
Il 18 aprile 2003 il reato di omosessualità è stato ufficialmente abolito, quando il nuovo codice penale entrò ufficialmente in vigore. 
Tuttavia, dopo 20 anni, la situazione delle persone LGBT non è ancora cambiata sostanzialmente; è difatti un argomento tabù in molti strati della società, senza alcuna protezione giuridica per tutti quei cittadini omosessuali i cui diritti umani sono regolarmente e a più riprese violati, nonostante se ne parli sin dal 2008; molti di loro temono discriminazioni sul posto di lavoro e sono costretti ad affrontare rifiuti quando non vere e proprie aggressioni all'interno dell'ambito familiare.
Secondo un sondaggio del 2012, il 55% degli intervistati ha affermato che avrebbe interrotto la propria amicizia con un amico o un parente se avesse scoperto che questi fosse gay. Il 70% degli armeni considera le persone LGBT "strane". 
Secondo ILGA Europe 2019 l'Armenia si classifica 47ª su 49 paesi Europei per quanto riguarda i diritti degli omosessuali, stessa posizione nel 2020 e nel 2021, una posizione in più rispetto al 2018. 
Anche se la condizione degli omosessuali armeni non è di certo una delle migliori in Europa, essi vivono di una condizione di certo gran lunga superiore rispetto agli omosessuali del vicino Iran.

## Storia

### Età antica
Anche se le relazioni sentimentali omosessuali erano di fatto abbastanza comuni nell'antico territorio armeno, ciò influenzato anche dall'ellenismo, dalla cultura dell'impero persiano ed infine dai romani, dopo che il cristianesimo divenne la religione ufficiale del Regno d'Armenia nel 301 la percezione popolare nei confronti dell'omosessualità si spostò sempre più verso una situazione di negazione e rifiuto. 
Anche se non vi è molta documentazione scritta sul tema nella Storia dell'Armenia, alcune fonti purtuttavia forniscono argomenti che permettono di concludere che le relazioni tra persone dello stesso sesso fossero ampiamente accettate in passato: tra i più noti sovrani bisessuali occupa un posto di rilievo re Papa (353-374 d.C.), descritto dal clero come "posseduto dai demoni" in quanto indulgeva (secondo Fausto di Bisanzio) in rapporti intimi con i soldati che componevano la propria guardia personale.

### Età medievale
Vassallo dell'Impero bizantino tra il VII e il X sec d.C., l'Armenia è stata anche la culla del movimento eretico dei pauliciani, una setta dualistica di matrice cristiana ma gnostica che da sempre si è opposta all'autorità della gerarchia ecclesiastica ufficiale di Roma: respingevano l'Antico Testamento e il battesimo e vennero descritti dai loro contemporanei come accaniti sodomiti. Alcuni ricercatori vedono in loro le origini dei Catari e poi dell'intero protestantesimo.

### Età moderna
Un altro dei personaggi storici della regione è Sarmad Kashani, poeta sufi del XVII secolo che in seguito andò a vivere in India: famoso per aver ridicolizzato le maggiori fedi religiose del suo tempo, ma anche per aver scritto molti versi in forma di Ruba'i (stile poetico persiano in quartine). Noto per aver viaggiato in lungo e in largo per il paese completamente nudo, era un uomo sensuale ed intelligente che ebbe però un tragico destino romantico dopo essersi innamorato di un ragazzo indù di 14 anni.

### Età contemporanea
Dopo il crollo dell'impero ottomano alla fine della prima guerra mondiale, a partire dal 1920 l'Armenia entra a far parte dell'Unione sovietica. 
Nel 1936 viene introdotto nel codice penale, per volere diretto di Stalin l'articolo anti-sodomia che puniva i rapporti sessuali tra uomini; nonostante la legge repressiva alcuni eminenti artisti, tra cui il poeta Charents Yeghishe e il regista Sergej Iosifovič Paradžanov continuarono ad esprimere la propria sessualità attraverso la creazione artistica.

## Tutele per le coppie omosessuali

### Unioni civili
Ad oggi non vi è alcuna legge né sulle unioni civili né sulle coppie di fatto in Armenia.

### Matrimonio egualitario
Il matrimonio egualitario e le unioni civili non sono legali in Armenia e la costituzione limita il matrimonio alle sole coppie formate da persone di sesso opposto.
Il 3 luglio 2017, comunque, è stato deciso che i matrimoni omosessuali celebrati all'estero saranno considerati validi in Armenia diventando così il secondo paese dell'Unione Sovietica dopo l'Estonia a riconoscere matrimoni omosessuali contratti all'estero.

### Adozione
La legge armena non permette a coppie omosessuali di adottare bambini.

## Legislazione anti-omosessuale nell'ex URSS

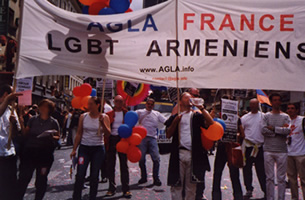
Membri dell'AGLA partecipano all'annuale gay pride a Parigi nel 2002.

Nel gennaio 2001 l'Armenia, per entrare a far parte del Consiglio d'Europa, accolse la richiesta di abolire la legge anti-gay, assieme a quella sulla pena di morte.
Sempre nel 2001 l'Associazione Helsinki, una ONG che si occupa di diritti umani, pubblicò nel proprio sito la storia di un ragazzo gay armeno perseguitato: nel 1999 il giovane era stato condannato al carcere per aver avuto un rapporto sessuale con un altro uomo e nella sua testimonianza accusava di maltrattamenti e abusi le guardie penitenziarie, ma anche la corruzione del magistrato che per ridurre la condanna richiese una tangente di 1000 dollari. 
Fino al 9 gennaio 2003 la legislazione ha seguito la corrispondente sezione 121 del codice penale dell'ex-URSS, la quale criminalizzava specificamente l'omosessualità maschile ma senza esplicitamente menzionare quella femminile. La pena massima era di 5 anni di carcere (e lavori forzati nei gulag siberiani durante lo stalinismo). 
Lo stesso giorno, infatti, l'Assemblea Nazionale ha abrogato l’articolo 116 del codice penale che puniva il sesso tra uomini con pene fino a cinque anni di prigione. Ma ufficialmente il reato venne abolito il 18 aprile 2003 con l'entrata in vigore del nuovo codice penale
Nonostante il 26 dicembre 2008 il paese abbia firmato assieme ad altri 65 paesi il documento letto dal rappresentante dell'Argentina all'Assemblea Generale dell'Onu, comprendente anche la depenalizzazione universale dell'omosessualità e i diritti delle persone LGBT, attualmente non è ancora presente alcuna specifica legislazione che tuteli le persone LGBT da eventuali discriminazioni.

## Nascita del movimento LGBT

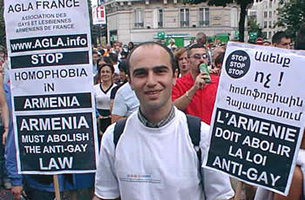
Militanti dell'AGLA protestano contro il governo armeno in Francia nel giugno 2002.

Dopo l'abolizione della legge che criminalizzava i rapporti omosessuali iniziò ad emergere il primo movimento propugnante i diritti civili a favore dei gay. 
Un anno e mezzo dopo l'abrogazione del reato, nell'ottobre 2004, si svolse un acceso dibattito, trasmesso anche sul canale televisivo pubblico, in cui l'AAU (Unione Armeno Ariana, un gruppo politico di estrema destra) accusò alcuni noti esponenti politici armeni di essere gay: sia il parlamento che il presidente della sicurezza nazionale dichiararono che un qualsiasi funzionario ritenuto effettivamente omosessuale avrebbe dovuto dimettersi immediatamente.
In contemporanea l'AGLA Francia (Associazione di Gay e Lesbiche Armeni di Francia) organizzò una manifestazione di protesta con picchetti di fronte all'ambasciata armena a Parigi per denunciare la denigrazione dei gay da parte dei media e dei legislatori armeni. 
Nel 2005 due giovani armeni hanno partecipato alla conferenza annuale promossa dall'ILGA (International Lesbian and Gay Association) nella capitale francese. 
L'anno seguente è stato aperta a Erevan la prima ONG (Menq/WFCE) che si occupa di contrastare la diffusione dell'AIDS; mentre nel 2007 viene fondata Pink Armenia, associazione nata per sensibilizzare l'opinione pubblica nei riguardi delle malattie sessualmente trasmissibili, ma anche per combattere la discriminazione sulla base dell'orientamento sessuale.
Nel 2012 sono stati sospettati dei gruppuscoli di matrice neonazista di aver lanciato attacchi incendiari contro un pub da poco aperto nella capitale e rivolto ad una clientela lesbica.
Nell'agosto 2018 un gruppo di 30 persone ha aggredito degli attivisti per i diritti umani nella città di Shurnoukh, nel sud del paese. ll gruppo, dopo aver inseguito il gruppo, ha lanciato pietre al gruppo di attivisti con minacce, insulti omofobi. 
Almeno 6 attivisti sono rimasti feriti. Il 4 agosto 2020 la Corte d'Appello ha stabilito che le aggressioni di quel giorno ai danni degli attivisti, hanno comportato una violazione dei diritti umani, dopo che le autorità competenti avevano deciso di non proseguire con le indagini, ricominciando dopo la sentenza di due anni dopo.
Nel febbraio 2020 la Corte di Yerevan ha stabilito come il sito web Iravunk utilizzi un linguaggio discriminatorio e di incitamento alla discriminazione nei confronti della comunità LGBT armena quando affermò che due cantanti supportassero, nel 2014, la cosiddetta lobby gay.
Nell'aprile 2020 il Codice Civile ha incrementato l'articolo 226 comma 2, criminalizzando la violenza e il linguaggio contro "gruppi particolari", anche se non viene protetta espressamente la comunità LGBT esplicitamente. 
L'orientamento sessuale può essere protetto implicitamente da tale articolo in base ad "altri fatti personali e circostanze". La polizia tuttavia non si occupa a sufficienza di tutelare gli omosessuali da eventuali aggressioni omofobe.
Il 14 novembre 2023 un ragazzo di 16 anni si è suicidato dopo aver subito violenze e vessazioni a causa del suo orientamento sessuale.

## Servizio militare
Un decreto datato 2004 interno al ministero della difesa proibisce ai gay dichiarati di svolgere il servizio di leva; in pratica, contrassegnati come "malati di mente" vengono indirizzati ad uno psichiatra.

## Tabella riassuntiva
| Attività e relazioni sessuali legali                                                                           | (2003) |
| Parità di età del consenso                                                                                     | (2003) |
| Leggi anti-discriminazione sul lavoro                                                                          | No     |
| Leggi anti-discriminazione nella fornitura di beni e servizi                                                   | No     |
| Leggi anti-discriminazione in tutti gli altri settori (inclusa discriminazione indiretta e espressioni d'odio) | No     |
| Matrimonio omosessuale                                                                                         | (2015) |
| Riconoscimento delle coppie omosessuali (Unioni civili)                                                        | No     |
| Adozione sia singola che congiunta da parte di coppie omosessuali                                              | No     |
| Autorizzazione a prestare servizio nelle forze armate                                                          | (2004) |
| Diritto di cambiare legalmente sesso                                                                           | ?      |
| Surrogazione di maternità per le coppie omosessuali maschili                                                   | No     |
| Accesso alla fecondazione in vitro per le donne lesbiche                                                       | No     |
| Permesso di donare il sangue                                                                                   | ?      |